# Megachile parsonsiae
Megachile parsonsiae är en biart som beskrevs av Carlos Schrottky 1913. Megachile parsonsiae ingår i släktet tapetserarbin, och familjen buksamlarbin. Inga underarter finns listade i Catalogue of Life.